# Megachile carteri
Megachile carteri är en biart som beskrevs av Cockerell 1929. Megachile carteri ingår i släktet tapetserarbin, och familjen buksamlarbin. Inga underarter finns listade i Catalogue of Life.